# Lim Say Hup
Lim Say Hup (* 1935; † September 2005 in Manila) war ein Badmintonspieler aus Singapur. Er verlor mit dem malaysischen Team im Finale der Weltmeisterschaft für Männermannschaften, dem Thomas Cup, in der Saison 1957/58 gegen Indonesien mit 3:6.
Im Finale verlor er dabei ein Doppel mit Johnny Heah gegen Tan King Gwan und Njoo Kiem Bie knapp in drei Sätzen, während er das zweite Doppel gegen Tan Joe Hok und Ferry Sonneville klar in zwei Sätzen gewinnen konnte.
1959 und 1960 gewann er die Canada Open im Herrendoppel mit Teh Kew San, im erstgenannten Jahr auch die US Open. Die prestigeträchtigen All England gewannen beide 1959 ebenfalls, während es ein Jahr später nur zu Platz 2 reichte.
In seiner Heimat gewann Hup 1957, 1959 und 1960 die Malaysia Open, einmal mehr im Doppel mit Teh Kew San.